# Michal Přibáň
Michal Přibáň (*1966, Brno) je literární vědec, pedagog, publicista a spisovatel. V odborné práci se specializuje na exilovou a samizdatovou literaturu, uspořádal několik svazků korespondencí významných osobností. Je též členem ediční rady Spisů Josefa Škvoreckého. Opakovaně byl nominován na cenu Magnesia Litera, a to za své odborné i beletristické počiny.

## Profesní život
Přibáň se narodil roku 1966, navštěvoval Pedagogickou fakultu v Brně (obor český jazyk-hudební výchova); ve studiích pokračoval na Filozofické fakultě Masarykovy univerzity, doktorát získal roku 2007. V roce 1997 začal působit jako literární historik v Ústavu pro českou literaturu AV ČR (od 2010 vedoucí oddělení lexikografie, člen Rady ÚČL). Jako pedagog vyučoval na několika školách v Brně i Praze.

## Dílo
K autorovým nejvýznamnějším dílům patří ceněná publikace Český literární samizdat 1949–1989 (2018, nominace na Magnesia Litera, Cena Miroslava Ivanova) a těž Česká literární nakladatelství 1949–1989 (2014). Publikoval také kapitoly z exilových dějin Prvních dvacet let (2008), editorsky stojí za několika svazky encyklopedické řady děl Josefa Škvoreckého, včetně spisovatelovy korespondence s Lubomírem Dorůžkou (Psaní, jazz a bláto v pásech, 2007; Na shledanou v lepších časech, 2011; A napiš, když budeš mít náladu, 2021) či Janem Zábranou (Jak je ve větě člověk, 2010). V roce 2016 debutoval také jako prozaik u nakladatelství Host, přičemž román Všechno je jenom dvakrát byl nominován na cenu Magnesia Litera.